# ワールドゲームズ1989
ワールドゲームズ1989は、西ドイツのカールスルーエで1989年7月20日から7月30日まで開催された第3回ワールドゲームズである。この大会からトップアスリートが競う公式競技や公開競技のほかに市民参加スポーツプログラムが、総合文化交流プログラムの一環として、エキジビション競技とともに実施されるようになった。また、この大会から開会式に国際オリンピック委員会 (IOC) 会長が出席するようになり、IOCから補助金が出されるようになった。

## 実施競技

### 正式競技
- ボディービルディング
- ボウリング
- フィールドアーチェリー
- フィンスイミング
- ファウストボール
- 空手道
- コーフボール
- ライフセービング
- ネットボール
- パワーリフティング
- ローラースポーツ
  - アーティスティック
  - ローラーホッケー
  - スピード（クワッドスケート）
- ブールスポーツ
  - ペタンク
- テコンドー
- 体操
  - トランポリン
  - タンブリング
- 綱引き
  - 男子
- 水上スキー

### 公開競技
- 合気道
- バーンゴルフ